# Ada van der Giessen
Ada (Leona) van der Giessen (4 mei 1948) is een Nederlandse schaakster met een FIDE-rating van 1863 in 2016. Van der Giessen was in 1973 schaakkampioen bij de dames van Nederland.
In 1997 speelde ze mee in het Aegon schaaktoernooi waar ze 4½ punt haalde en in het toernooi Echternach open dat gehouden werd in het oude klooster van Willibrord in Luxemburg, was haar score 4½ uit 9. 
In 2003 en 2011 won Van der Giessen het Wim Barenbrug Seniorentoernooi, georganiseerd door de Alphense Schaakclub.
Ada opent meestal met de zet 1.e4 waarna vaak het Siciliaans ontstaat. Met zwart beantwoordt ze de zet 1.e4 meestal met 1...c5